# Luis Rallo
Luis Rallo (Córdoba, 4 de enero de 1973) es un actor español.

## Biografía
Luis Rallo nació en Córdoba el 4 de enero de 1973. Estudió la profesión de actor en el Laboratorio William Layton de Madrid. A pesar de realizar algunas incursiones en el cine (El ángel de la guarda), ha desarrollado la mayor parte de su carrera en el teatro. Cumple años el mismo día que su pareja.
En 2000 encabezó el reparto de las representaciones de La naranja mecánica, según el texto de Anthony Burgess ya llevado al cine por Stanley Kubrick, con dirección de Eduardo Fuentes. En ella Rallo interpretó a Alex, quien en sus palabras «es un personaje duro (que) no entiende la violencia de forma racional sino como un animal». Sobre la obra el actor apostillaba que «toda la historia contiene algo de esperpento, pero sin embargo poseía cierto sentido del humor y un halo de esperanza», a pesar de que la pieza girase sobre una juventud desorientada y amante de la violencia.
Al año siguiente Rallo participó en la adaptación de Arthur Miller Panorama desde el puente, dirigida por Miguel Narros. Protagonizada por Helio Pedregal, Ana Marzoa e Iván Hermés, la obra según el director lograba analizar las consecuencias de la inmigración y la clase de vida que llevaban las personas una vez establecidos en otro lugar que no es el suyo.
Antes de finalizar el año participó en la lectura dramatizada de Amado mío o la emoción artificial para el IX Ciclo de lecturas de autores de teatro en la sede de Teatro Príncipe Gran Vía (Madrid). Dirigido por Francisco Vidal, el actor tuvo de compañeros a Manuel de Blas, Fernando Andina, Alberto de Miguel, Ainhoa Amestoy y Enrique Simón.
En 2002 Josefina Molina lo reclutó para las representaciones de La lozana andaluza, texto de Francisco Delicado escrito en 1528 y adaptado en 1963 por Rafael Alberti, en cual en palabras de su máxima responsable giraba sobre la prostitución no ya como práctica sexual, sino actitud vital que mantienen diversos estratos de la sociedad desde los políticos a los intelectuales, durante una noche en Roma en la que los jóvenes experimentan su despertar al sexo. El actor interpretó dos papeles: Diomedes y Rampín, un guía que acompaña a la protagonista (Aldonza: Luz Valdenebro) por las calles de la ciudad antes de que amanezca.
En 2004 se sumó al elenco de Yo, Claudio adaptación de la novela homónima de Robert Graves a cargo de Juan Carlos Plaza y con Héctor Alterio en el papel del emperador romano. Según Plaza, su adaptación trataba de la corrupción y la falta de libertad. El actor obtuvo una candidatura a la Unión de Actores en la categoría de repatro por su papel.
En 2005, bajo las órdenes de Natalia Menéndez, participó en el montaje de Don Juan de Alcalá, basado en el texto de José Zorrilla.
En 2006 Rallo participó en el díptico Hamlet/La tempestad que orquestó Lluís Pasqual, para proponer una reflexión sobre la forma de desarrollarse los conflictos, o bien a través del estallido de la violencia o a través del perdón. En medio de un reparto que incluía nombres como Helio Pedregal, Marisa Paredes, Antonio Rupérez, Francesc Orella, Iván Hermés, Rebeca Valls, Alberto Berzal, David Pinilla, Eduard Fernández o Anna Lizaran, Rallo se responsabiliza de dos papeles: Fortimbrás, el rey de Noruega, deseoso de invadir una Dinamarca a la que llega en plena crisis dinástica; y un espíritu que ayuda a Próspero (un gobernante traicionado por su hermano) a planear su venganza. Las obras se representaban en días alternos en el Teatro Español de Madrid.
Ese mismo año grabó un personaje esporádico en Amar en tiempos revueltos, un jugador de póker que arruinaba al hijo de un industrial (Amador: Chema León) y que se enfrentaba a un compañero de mesa (Jerónimo: Alberto Maneiro) por el mero hecho de defender a un camarero que le había ensuciado la ropa. A este le siguió su interpretación en MIR de un médico que aprovecha un secreto confidencial de una doctora residente que suministró éxtasis a un paciente para intentar escalar posiciones en su profesión.
Rallo compaginó estos trabajo con las funciones de Un pequeño juego sin importancia, adaptación de la pieza de Jean Delly ganadora de cinco premios Molière, y cuyo argumento trataba sobre una pareja (Bruno y Clara: Mariano Alameda y Alexandra Jiménez) que finge haber roto para saber que opinaban los demás sobre ellos. Obra sobre como la conformidad se ha instalado en determinadas clases sociales, Un pequeño juego sin importancia brindó a Rallo la oportunidad de interpretar a Sergio, un brillante ejecutivo, seductor, que rivalizaba con Bruno (su enemigo de la infancia) en el corazón de Clara. Sobre la obra, Rallo declaró que «todos los personajes son muy humanos, pero muy reconocibles y no dejan de representar diferentes formas de afrontar el amor, el deseo, el erotismo...».
A término de la gira, grabó un capítulo para El comisario en el que interpretó a Hugo, un maestro de una granja escuela, secuestrado por un mafioso (Quiroga: Pablo Durán), fugado en un traslado de cárcel.

## Teatro
- La naranja mecánica (2000)
- Panorama desde el puente (2001)
- La lozana andaluza (2002)
- Yo Claudio (2004)
- Don Juan de Alcalá (2005)
- Hamlet (2006)
- La tempestad (2006)
- Un pequeño juego sin importancia (2006/07)
- Bodas de sangre (2009)
- Antonio y Cleopatra (2021)

## Series
| Año         | Título                          | Cadena               | Personaje           | Episodios     |
| ----------- | ------------------------------- | -------------------- | ------------------- | ------------- |
| 2001        | Hospital Central                | Telecinco            | Adolfo              | 1 episodio    |
| 2006 - 2007 | Amar en tiempos revueltos       | La 1                 | Ambrosio            | 68 episodios  |
| 2007        | MIR                             | Telecinco            | Doctor              | 2 episodios   |
| 2007        | El comisario                    | Telecinco            | Hugo                | 2 episodios   |
| 2007 - 2008 | Hermanos y detectives           | Telecinco            |                     | 2 episodios   |
| 2008        | Los Serrano                     | Telecinco            |                     | 1 episodio    |
| 2009        | Días sin luz                    | Antena 3             | Diego Cortés        | TV Movie      |
| 2009        | Los hombres de Paco             | Antena 3             |                     | 1 episodio    |
| 2010        | Adolfo Suárez, el presidente    | Antena 3             | Felipe González     | TV Movie      |
| 2010        | La pecera de Eva                | Telecinco            | Ismael Cano         | 31 episodios  |
| 2010        | Tarancón, el quinto mandamiento | La 1                 | Felipe González     | TV Movie      |
| 2011        | Hoy quiero confesar             | Antena 3             | Juan José Romero    | TV Movie      |
| 2011        | Homicidios                      | Telecinco            | César Herrero       | 1 episodio    |
| 2011 - 2012 | Aída                            | Telecinco            | Policía             | 2 episodios   |
| 2012        | La fuga                         | Telecinco            |                     | 1 episodio    |
| 2012        | Bandolera                       | Antena 3             | Santurce            | 3 episodios   |
| 2013        | Luna, el misterio de Calenda    | Antena 3             |                     | 1 episodio    |
| 2013        | Gran Reserva                    | La 1                 | Inspector           | 1 episodio    |
| 2015        | Velvet                          | Antena 3             | Eusebio             | 2 episodios   |
| 2016        | Seis hermanas                   | La 1                 | Sebastián Martorell | 6 episodios   |
| 2017        | El Ministerio del Tiempo        | La 1                 | Dominguín           | 1 episodio    |
| 2018        | 14 de abril. La República       | La 1                 |                     | 1 episodio    |
| 2019        | Hospital Valle Norte            | La 1                 | Santi               | 2 episodios   |
| 2020        | Caronte                         | Prime Video          | Ignacio             | 10 episodios  |
| 2020        | Amar es para siempre            | Antena 3             | David Valdés        | 100 episodios |
| 2021        | Cuéntame cómo pasó              | La 1                 | Alfonso             | 1 episodio    |
| 2022        | Días mejores                    | Prime Video          | Miguel              | 1 episodio    |
| 2022        | ¡García!                        | HBO España           | Verdú               | 3 episodios   |
| 2023        | Mía es la venganza              | Telecinco / Divinity | Vicente Maceda      | ¿? episodios  |

## Películas
- El ángel de la guardia (1996)
- Gordos (2009)
- Verónica (2017)

## Premios
- Candidato de la Unión de Actores al mejor actor de reparto de teatro (2003)